# Рубін (Ялта)
«Рубін» — кримський футбольний клуб з міста Ялта, який виступає у чемпіонатах Росії. Найвище досягнення — друге місце у Прем'єр-лізі Кримського футбольного союзу сезону 2022 року. Домашні матчі проводить на стадіоні «Авангард».

## Історія

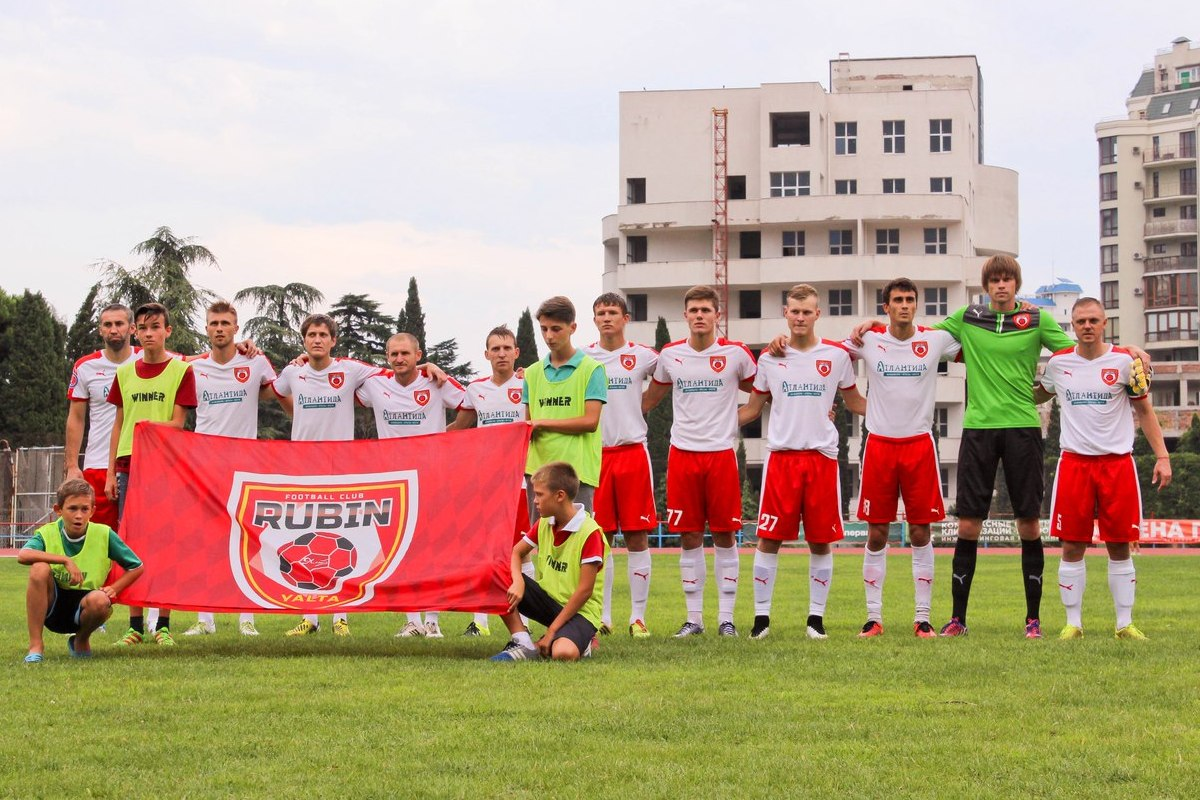
Команда у 2016 році

Ялтинський «Рубін» було засновано у 2009 році Павлом Кандулом. Спочатку клуб мав аматорський статус і виступав у першості Ялти, спираючись на власних ялтинських футболістів.
Після анексії Криму Росією було організовано Прем'єр-лігу Кримського футбольного союзу серед професіональних клубів. Для визначення учасників турніру було проведено Всекримський турнір, на якому ялтинці під керівництвом Спартака Жигуліна посіли у групі «Б» четверте місце. У підсумку «Рубін» був заявлений для участі в першому сезоні Прем'єр-ліги КФС, де за його підсумками посів передостаннє місце. За регламентом турніру «Рубін» зіграв у стикових матчах проти «Гвардійця», який посів друге місце у Відкритому чемпіонаті Криму. Обидва матчі завершилися перемогою ялтинців (2:1, 1:0), що дозволило клубу продовжити виступи у Прем'єр-лізі.
Сезон 2017/18 завершився для «Рубіна» останнім рядком чемпіонату, після чого клуб вилетів до Відкритого чемпіонату Криму, де грають аматорські команди. У лютому 2019 року команда стала переможцем останнього розіграшу меморіалу Юрковського. У Відкритому чемпіонаті півострова ялтинці двічі виборювали бронзові нагороди, а в сезоні 2020/21 стали першими, що дозволило команді повернутися до Прем'єр-ліги КФС.
У грудні 2022 року президента клубу Сергія Гардока було заарештовано на вісім діб за акцію вболівальників, які влаштували акцію з фаєрами і перекриттям руху в Сімферополі.
У сезонах 2021/22 та 2022 команда двічі доходила до фіналу Кубка КФС, а в Прем'єр-лізі 2022 року «Рубін» посів друге місце, що є найкращим результатом команди в історії. У першій половині 2023 року клуб продовжив виступи у Прем'єр-лізі КФС, посівши за підсумками двох кіл чемпіонату четверте місце.
У червні 2023 року стало відомо, що клуб пройшов атестацію для участі у Другій лізі Росії. При цьому з розіграшу Прем'єр-ліги КФС Рубін не знявся, а продовжив виступати молодіжним складом під керівництвом Сергія Леженцева .
Напередодні старту чемпіонату клуб оновив склад, у якому залишилося лише 6 футболістів, які грали раніше за «Рубін». Перший матч у російському турнірі ялтинці провели 16 липня на виїзді з командою «Біолог-Новокубанськ» (1:1). Голом у складі «Рубіна» відзначився Азамат Атаєв.

## Досягнення
Прем'єр-ліга КФС:
- Срібний призер: 2022

Кубок КФС:
- Фіналіст (2): 2021/22, 2022

Відкритий чемпіонат Криму з футболу
- Переможець: 2020/21
- Бронзовий призер (2): 2018/19, 2019/20

## Головні тренери
- Спартак Жигулін (2015—2016)[11]
- Олександр Шудрик (липень — жовтень 2016)[12][13]
- Ігор Рудий (жовтень 2016)[14]
- Дмитро Назаров (січень 2017)[15]
- Сергій Леженцев (вересень 2017)[16]
- Андрій Добрянський (січень 2018)[17]
- Валерій Єсипов (липень 2021)[18]
- Сергій Леженцев (2021)
- В'ячеслав Левчук (січень 2022)[19]
- Олексій Грачов (липень 2022 — т. ч.)[20]

## Президенти
- Павло Кандул (2009—2018)
- Олег Івашевський (2020)
- Сергій Шерабоков (січень 2022)[21]
- Сергій Гардок (липень 2022 — лютий 2023)[22]
- Кирило Шапошников (2023 — т. ч.)

## Статистика

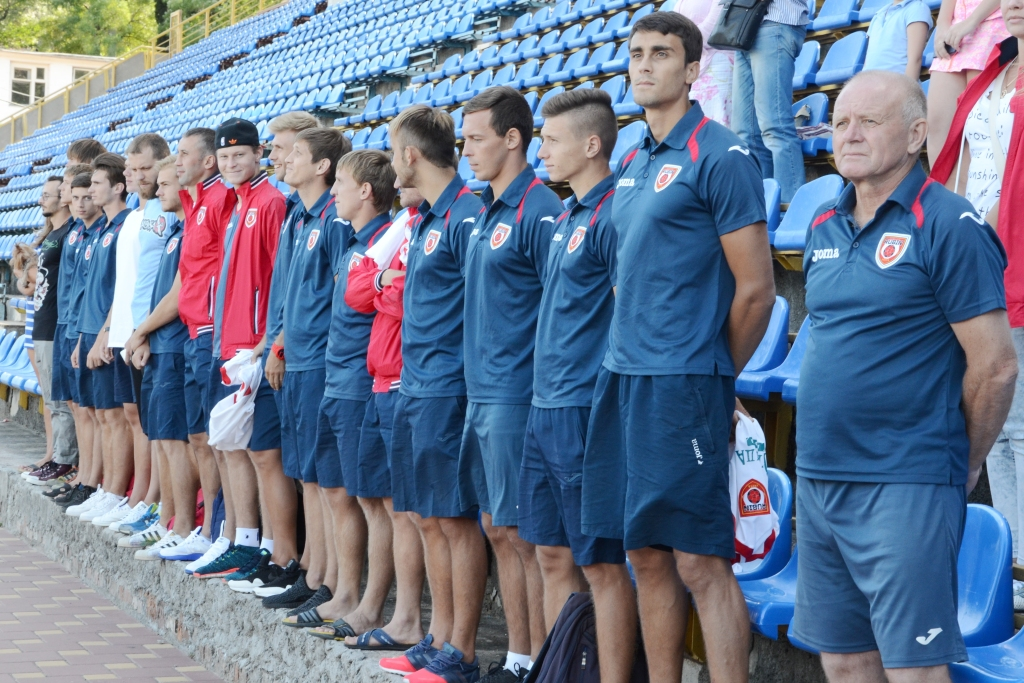
Команда у 2016 році

| Сезон   | Дивізион                                | Місце  | І  | В  | Н | П  | ГЗ | ГП | О  | Кубок         |
| ------- | --------------------------------------- | ------ | -- | -- | - | -- | -- | -- | -- | ------------- |
| 2015    | Всекримський турнір (група «Б»)         | 4 з 10 | 9  | 5  | 3 | 1  | 16 | 5  | 18 |               |
| 2015/16 | Прем'єр-ліга КФС                        | 7 з 8  | 28 | 9  | 5 | 14 | 33 | 38 | 32 | Груповий етап |
| 2016/17 | Прем'єр-ліга КФС                        | 7 з 8  | 28 | 7  | 7 | 14 | 25 | 42 | 28 | 1/4 фіналу    |
| 2017/18 | Прем'єр-ліга КФС                        | 8 з 8  | 28 | 2  | 7 | 19 | 18 | 68 | 13 | 1/2 фіналу    |
| 2018/19 | Відкритий чемпіонат Криму               | 3 з 19 | 29 | 21 | 3 | 5  | 98 | 42 | 66 |               |
| 2019/20 | Відкритий чемпіонат Криму               | 3 з 12 | 22 | 17 | 2 | 3  | 94 | 20 | 53 | 1/8 фіналу    |
| 2020/21 | Відкритий чемпіонат Криму               | 1 из 8 | 12 | 9  | 3 | 0  | 41 | 9  | 30 |               |
| 2021/22 | Прем'єр-ліга КФС                        | 6 з 8  | 27 | 6  | 6 | 15 | 27 | 47 | 24 | Фіналіст      |
| 2022    | Прем'єр-ліга КФС                        | 2 з 8  | 14 | 9  | 2 | 3  | 36 | 23 | 29 | Фіналіст      |
| 2023    | Прем'єр-ліга КФС                        | —      | 14 | 8  | 0 | 6  | 26 | 21 | 24 |               |
| 2023    | Друга ліга Росії, Дивізіон «Б», група 1 | 2 з 14 | 18 | 8  | 6 | 4  | 27 | 15 | 30 |               |
| 2024    | Друга ліга Росії, Дивізіон «Б», група 1 | з 17   | 32 |    |   |    |    |    |    |               |